# Flaminia (film)
Flaminia è un film commedia drammatica del 2024, scritto e diretto da Michela Giraud al suo debutto alla regia.

## Trama
Flaminia De Angelis, ricercatrice all’università La Sapienza, è una trentenne residente a Roma nord, figlia di Francesca e Guido Maria De Angelis, chirurgo plastico arricchitosi nel corso della carriera, che trascorre le giornate con le amiche Vittoria, Costanza e Diletta, spendendo i soldi di famiglia tra vestiti griffati, centri benessere e palestra. Le tre tuttavia non la considerano una del loro rango, poiché il loro quartiere è composto da ricchi da generazioni. Sotto la pressione di sua madre, Flaminia sta per sposare Alberto, figlio di un importante diplomatico italiano, che coronerebbe la tanto agognata scalata sociale della famiglia De Angelis. La ragazza, sebbene sia consapevole che il fidanzato ha avuto delle tresche con tutte le sue amiche ed è dipendente da stupefacenti, sembra convinta della scelta e fissa una data per il matrimonio.
Poche settimane prima della cerimonia, nella casa della famiglia De Angelis irrompe Ludovica, figlia di una precedente relazione del padre, la quale presenta disturbi dello spettro autistico. La sorellastra deve andare ad abitare con il nucleo familiare dopo essere stata cacciata da una comunità terapeutica per aver appiccato un incendio nella sua stanza. Da quel momento Ludovica diventerà una mina vagante pronta a distruggere il matrimonio di Flaminia, la quale farà di tutto per riportare la sorellastra nella comunità dalla quale proviene, spaventata dal fatto che possa mettere a repentaglio la sua ascesa sociale. Tuttavia il diverso carattere delle due sorelle farà emergere nella protagonista tutte le ipocrisie con cui credeva di riuscire a convivere, portandole a far rinascere il dimenticato rapporto d'infanzia.

## Produzione
Il film scritto e diretto da Michela Giraud è liberamente ispirato al racconto omonimo della stessa Giraud, tratto da Tea  scritto con Daniela delle Foglie, Laura Grimaldi e Serena Tateo. Il film trae ispirazione anche dal rapporto di Giraud con la sorella Cristina, la quale presenta un disturbo incluso nello spettro autistico. In un'intervista rilasciata a Vanity Fair Italia Giraud ha raccontato il significato e il processo di realizzazione del film:
Le riprese del film si sono svolte nel 2023 a Roma.

## Distribuzione
Il film è stato distribuito nelle sale cinematografiche italiane a partire dall'11 aprile 2024.

## Accoglienza

### Incassi
Flaminia ha debuttato alla decima posizione del botteghino nel fine settimana compreso fra il 12 e il 14 aprile 2024, con un incasso di 78220 €. Il film ha incassato 200000 €.

### Critica
Il film ha ricevuto recensioni perlopiù favorevoli dalla critica cinematografica, che ne ha apprezzato la regia e le tematiche affrontate riguardo all'autismo e alle pressioni della società sia della donna che della persona disabile, trovando tuttavia criticità nella sceneggiatura e nella definizione dei personaggi.
Carola Proto di Comingsoon.it afferma che il film sia «un atto di coraggio» per «lo scomodo argomento di cui tratta e che invita a una presa di coscienza collettiva», ponendosi tuttavia a metà tra un film comico e un film commedia, trovando che «quando si passa alla parte amara del film, il cambio di tono è un po’ troppo repentino». La critica sottolinea inoltre che i personaggi secondari mancano di tridimensionalità e che Giraud non ha voluto abbandonare completamente la sua comfort zone, sebbene «sappia essere un'attrice drammatica molto intensa». Anche Lorenzo Ciofani del Cinematografo riscontra che Giraud trasmette «la necessità di raccontarsi al di là delle maschere» grazie a una regia con «qualche intuizione non originale ma ben impiantata». Tuttavia non resta colpito dalla sceneggiatura della «componente drammatica» del secondo atto, affermando che «la ferocia delle prime sequenze cede il passo a una malinconia che resta un po’ sulla superficie».
Il critico cinematografico Gianmaria Tammaro invece ha criticato aspramente sui social la scelta del sistema distributivo italiano di pubblicare lo stesso giorno due opere prime di registe donne, Flaminia di Giraud e Gloria! di Margherita Vicario, lontanissimi come tematica e come stile, ma con un pubblico di riferimento comune.
Valeria Verbaro di The Hollywood Reporter Roma scrive che la regia e la sceneggiatura «hanno intenzioni molto chiare» riguardo alle tematiche, sviluppate tramite «l’esagerazione per mostrare gli stereotipi su cui si basa, e superarli». La giornalista riporta che l'impronta familiare della regista si nota dal «profondo amore fra sorelle» portate in scena, che diviene «lo strumento di liberazione della protagonista da una vita di paure e di apparenze, troppo stretta e soffocante». Vittoria Scarpa di Cineuropa scrive che Flamina è «una commedia che si prende molto sul serio», scelta comprensibile dalla giornalista per «il soggetto tanto delicato e personale».